# 홍성 고산사 대웅전
홍성 고산사 대웅전(洪城 高山寺 大雄殿)은 충청남도 홍성군, 고산사에 있는 조선시대의 건축물이다. 1963년 9월 2일 대한민국의 보물 제399호로 지정되었다.

## 개요
고산사는 신라말 도선국사(道詵國師)가 세웠다고 전하나 확실치 않다. 《신증동국여지승람》에 "고산사는 청룡산에 있다(高山寺在靑龍山)"라고 하는 기록이 있어 오래된 사찰임을 알 수 있다.
대웅(大雄)은 석가모니불에 대한 수많은 존칭 가운데 하나로, 대웅전(大雄殿)은 석가모니를 주존불로 모시는 전각이며 항상 사찰의 중심에 위치한다. 조선 초기의 건물로 다듬지 않은 주춧돌에 배흘림 앙식의 기둥을 세웠다. 정면 3칸 축면 3탄으로 된 팔작지붕의 주심포 양식의 건물이다.
주심포 양식의 건물은 일반적으로 맞배지붕을 하고 있는데 비해 이 건물은 팔작지붕을 하고 있는 것이 특이하며, 내부에 우물천정을 마련하는 등 주심포 양식과 다포양식이 혼재되어 있는 것이 이채롭다.

## 특징
고산사(高山寺)의 창건(創建) 연대는 기록이 없어 확실히 알 수는 없다. 다만『신증동국여지승람(新增東國輿地勝覽)』 권20 결성현조에 ‘高山寺在靑龍山’이라하는 기록만이 있다.
1974년 문화재연구담당관실(文化財硏究擔當官室)에서 학술조사 때 현 대웅전(大雄殿) 현판(懸板) 배면(背面)에 ‘선학사 영건기(仙鶴寺 營建記)’란 기록을발견했으나 본사찰(本寺刹)과의 연관관계는 아직 알 수 없다.
또 본조사시 암막새에서 발견된 중수시시주자(重修時施主者) 이름과 ‘天啓 6年(1626) 六月高山寺’란 기록은 유일한 기록으로서 현재 대웅전은 이 당시에 중수(重修)된 것으로 추측된다.
대웅전은 정면(正面) 3칸, 측면(側面) 3칸, 내부 통칸(通間)으로 된 헛첨차있는 1출목(一出目) 주심포(柱心包) 팔작(八作) 무고주(無高柱) 7량(七樑)집(단량(但樑)의 계산은 현재 학자에 따라 다름)이다.
이 건물의 특징을 든다면 다음과 같다.
1. 초석(礎石)은 자연석(自然石)을 상면(上面)만 따내서 엔타시스가 작은 원주(圓柱)를 세웠고 우리 나라 주심포계(柱心包系)에서는 보기 드물게 지붕을 팔작으로 짜 올렸으며 창방(昌枋) 위에 평방(平枋)을 올려놓았다.
2. 내부(內部) 측면(側面)으로 뻗친 우미량(牛尾樑)은 다포계 팔작집의 것보다는 민가(民家) 팔작집에 흔히 쓰여지는 것과 같이 우미량 위에 바로 접시받침을 놓고 그 위에 반자받이 가구(架構)를 짰음이 특이하다.
3. 횡단(橫斷)으로 보아 우미량 위에 놓인 중도리(中道里)와 외목도리(外目道里)는 사다리꼴 모양 각재(梯形角材)를 썼음이 특이하고 입면(立面)으로 보아 포(包)사이를 지나는 뜬창방(포중방(包中枋))은 봉정사 극락전(鳳停寺 極樂殿), 수덕사 대웅전(修德寺 大雄殿) 등 오랜 양식을 따르고 있다.
4. 첨차(檐遮)의 쌍(雙)S선(線)은 이미 퇴락(頹落)되었고 보의 단면(斷面)은 사각(四角)에서 네 귀를 많이 굴린 조선중기 양식을 따르고 있다.
5. 소로(小累)의 굽받침이 있는 것이 10여 개 발견되어 이것이 원형(原形)인지는 아직 밝힐 수 없다.

## 갤러리

홍성 고산사 대웅전 정면 편액 및 처마
홍성 고산사 대웅전 내부 닫집 및 천장
홍성 고산사 대웅전 귀기둥 상부 공포
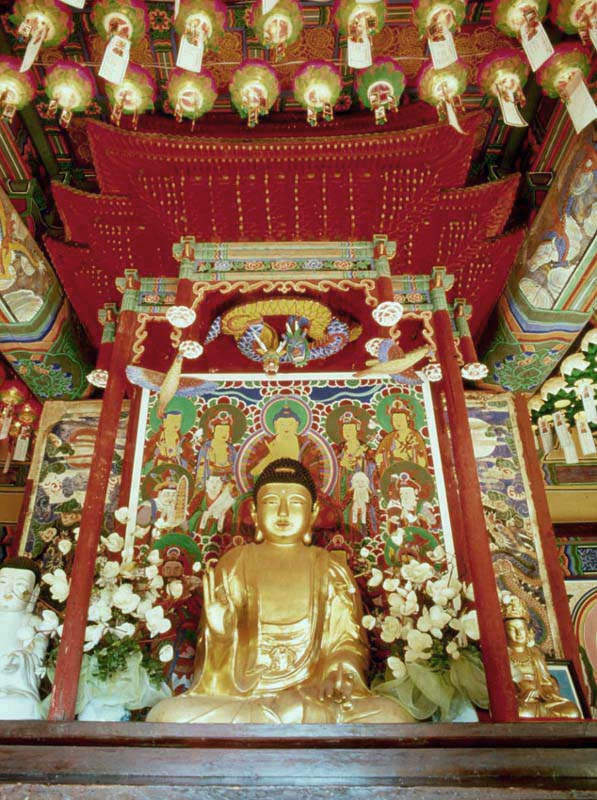
홍성고산사대웅전
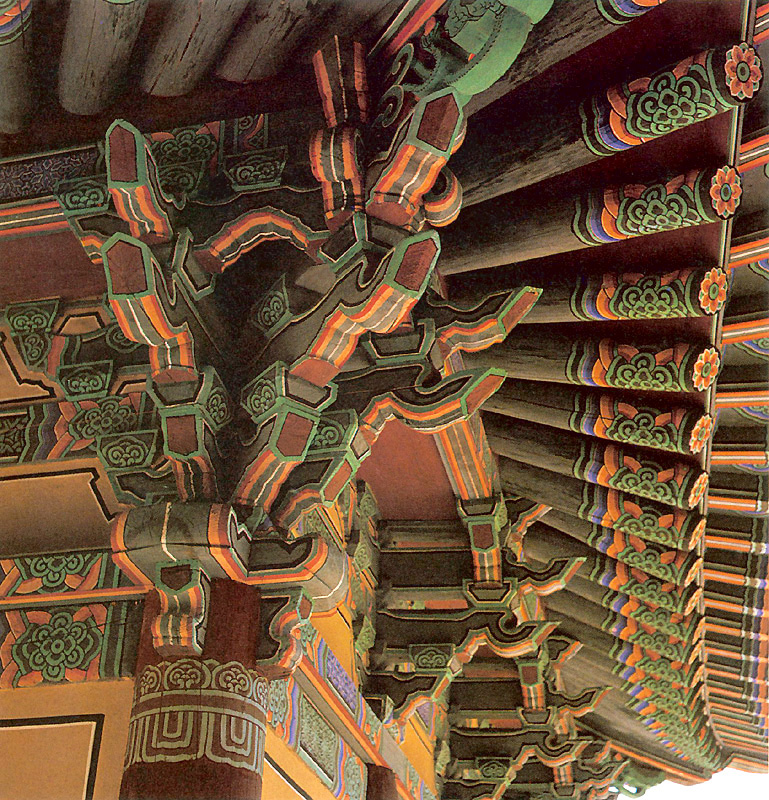
귀공포
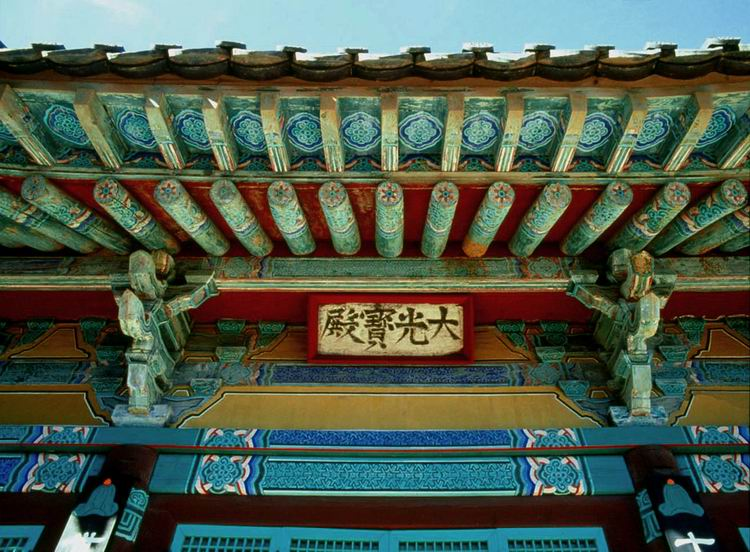
홍성고산사대웅전
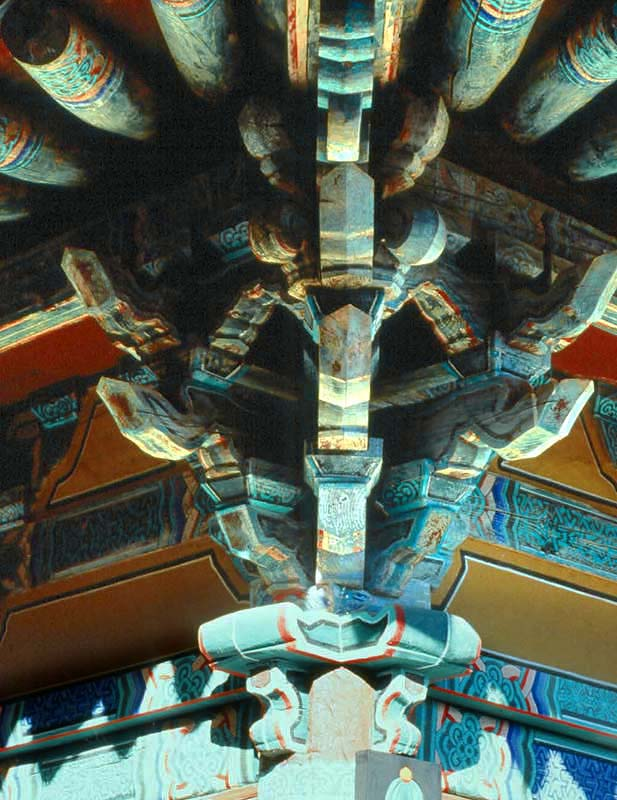
홍성고산사대웅전

## 같이 보기
- 고산사

## 참고 자료
- 홍성 고산사 대웅전 - 국가유산청 국가유산포털